# Castelo de Cambridge
Castelo de Cambridge, também conhecido localmente como Castelo Mound, está localizado em Cambridge, Cambridgeshire, Inglaterra. Originalmente construído após a conquista normanda para controlar a rota de importância estratégica para o norte da Inglaterra, desempenhou um papel nos conflitos da Anarquia, a Primeira e a Segunda Guerra dos Barões. Enormemente expandido por Eduardo I, o castelo, em seguida, caiu rapidamente em desuso na era medieval, a sua pedra recicladas para fins de construção nos colégios circundantes. O castelo foi refortificado durante a guerra civil inglesa, mas, mais uma vez caiu em desuso, sendo usado principalmente como a prisão do condado. A prisão do castelo foi finalmente demolida em 1842, com uma nova prisão construída na muralha do castelo. Esta prisão foi demolida em 1932, substituída pelo moderno Shire Hall, e apenas o castelo de mota e terraplanagem limitados ainda estão de pé. O local está aberto ao público diariamente e oferece uma vista sobre os edifícios históricos da cidade.

## História

### Século XI
O Castelo de Cambridge foi um dos três castelos construídos em todo o leste da Inglaterra, no final de 1068 por Guilherme, o Conquistador, no rescaldo da sua campanha no norte para capturar Iorque. Cambridge, ou Grantabridge como era então conhecida, era na antiga via romana de Londres a Iorque e era ao mesmo tempo estrategicamente importante em riscos de rebelião. O trabalho de construção inicial foi realizado por Picot, o alto xerife, que mais tarde fundou um priorado ao lado do castelo. Foi construído em um design de mota e fortificação, dentro da cidade existente, e 27 casas tiveram que ser destruídas para dar espaço para ele.

### Século XII e III
O castelo foi mantido pelos reis normandos até que a guerra civil da Anarquia eclodiu em 1139. Castelos desempenharam um papel chave no conflito entre a Imperatriz Matilde e o rei Estêvão, e em 1143 Godofredo de Mandeville, um apoiante da Imperatriz, atacou Cambridge; a cidade foi invadida e o castelo temporariamente capturado. Estêvão respondeu com um contra-ataque, forçando Godofredo a recuar para o Fens e retomando o castelo. No entanto, o Castelo de Cambridge permaneceu exposto e Estêvão decidiu construir uma fortificação de apoio em Burwell para fornecer proteção adicional. Godofredo morreu atacando o Castelo de Burwell no ano seguinte, deixando o Castelo de Cambridge seguro.

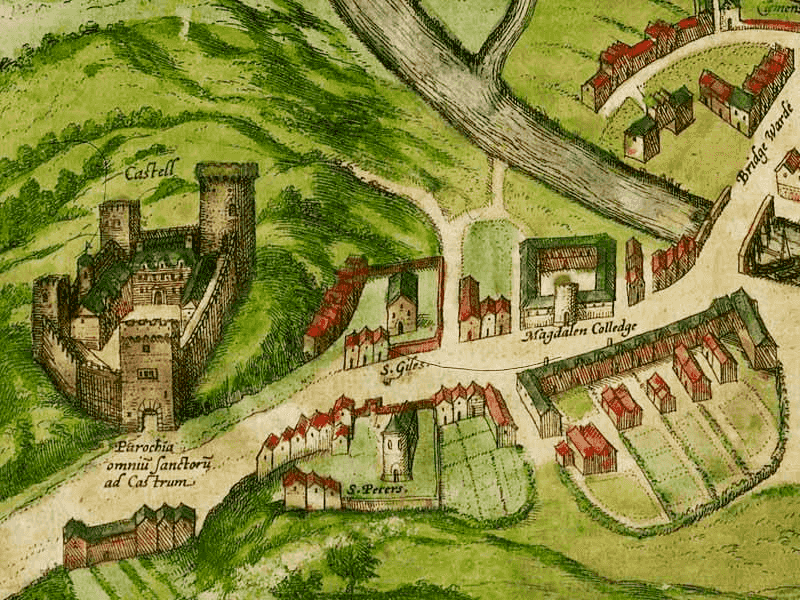
O castelo de Cambridge, gravado em 1575.

Sob Henrique II, o castelo foi adequadamente mantido, mas pouco trabalho adicional foi realizado para melhorá-lo. Um sistema de castelo-guarda foi estabelecido, na qual as terras em torno de Cambridge foram concedidas aos senhores locais com a condição de que proporcionassem forças de guarda para o castelo, e a fortificação foi usada principalmente para manter a corte e registros do xerife. O rei João expandiu o castelo nos anos antes da Primeira Guerra dos Barões entre 1215 e 1217, mas este trabalho foi concentrado na construção de uma nova sala e quarto, a um custo de 200 libras. Durante a guerra, os barões rebeldes, apoiados pelo príncipe Luís de França, capturaram muito do leste da Inglaterra; o Castelo de Cambridge caiu em 1216. Foi devolvido ao controle real depois da guerra, mas Henrique III conduziu apenas a manutenção básica da fortificação. Foi atacado novamente durante a Segunda Guerra dos Barões em 1266. Desta vez, a cidade e o castelo foram mantidos por tempo suficiente para serem aliviados por forças de Henrique, mas o rei reforçou as defesas da cidade com uma grande vala, posteriormente conhecida como King's Ditch.
O castelo de Cambridge permaneceu apenas como uma fortificação de base até 1284, quando Eduardo I decidiu empreender grandes obras de expansão. Ao longo dos próximos 14 anos, gastou pelo menos 2.630 libras na reconstrução do castelo em pedra. Seu castelo tinha quatro lados, com torres circulares em cada canto, guardados por uma entrada fortificada e uma barbacã. Uma pedra de menagem circular foi construída na mota. O resultado foi uma "grande fortaleza de última moda", embora nunca completamente concluída. O rei ficou no castelo por duas noites em 1294.

### Séculos XIV ao XVII

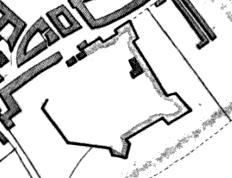
The 17th-century bastions of the castle, shown in an 1837 plan

Durante o século XIV, deixou-se o castelo cair em desuso. De Eduardo III em diante, pouco dinheiro foi gasto na manutenção da propriedade e pelo século XV estava em ruínas. Por volta do século XV o salão e câmara do castelo não possuíam teto, e Henrique VI ordenou estes edifícios a serem destruídos e as pedras reutilizadas para a construção da King's College em 1441, com outras partes do castelo que estava sendo usado para ajudar a construir a capela da Trinity College. Mais pedras foram doadas por Maria I, no século XVI para a construção de uma mansão em Scawston próximo dos Fens, e outras concessões de pedras dadas a Emmanuel e Magdalene College. Em 1604 somente a entrada fortificada, usada como uma prisão, e a fortaleza permaneceram intactas, com as paredes circundantes descritas por contemporâneos como "levantadas e completamente arruinadas."
A guerra civil eclodiu na Inglaterra em 1642 entre as facções rivais dos monarquistas e o Parlamento. O castelo foi ocupado por forças parlamentares no primeiro ano da guerra. Oliver Cromwell ordenou o trabalho de emergência a ser realizado para reparar as defesas, resultando em dois novos baluartes de terraplenagem que estava sendo adicionado no castelo e uma caserna de tijolos construída na antiga muralha. O governador de Cambridge descreveu em 1643 que "a nossa cidade e o castelo agora são fortemente fortificados... com parapeitos e baluartes". O castelo não viu mais combates durante a guerra, e em 1647 o Parlamento ordenou que as fortificações restantes fossem desprezadas, danificado além do uso posterior.

### Séculos XVIII e XIX

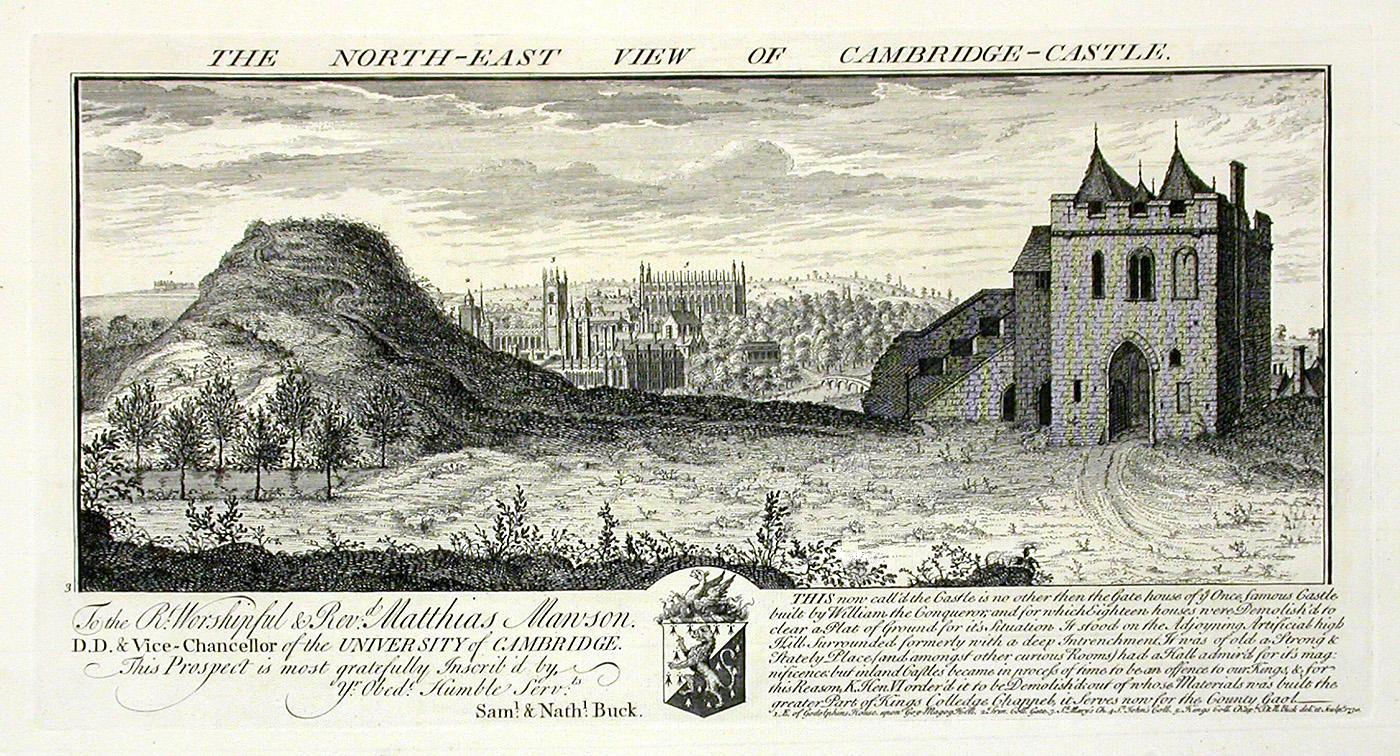
Uma gravura do Castelo de Cambridge em 1730, incluindo a mota (esquerda) e a entrada fortificada da prisão (direita)

O castelo se deteriorou rapidamente após o desprezo e as paredes restantes e bastiões foram tomadas para baixo em 1785, deixando apenas a entrada fortificada e a mota da terra. A entrada fortificada permaneceu em uso como a prisão do condado no século XIX, sendo executado, como outras prisões semelhantes, como um negócio privado — o guardião da prisão do castelo foi pago por 200 libras (equivalente a 13.100 libras em preços de 2009) por ano pelo condado em 1807.
Este chegou ao fim quando uma nova prisão do condado foi construída nos terrenos da antiga muralha do castelo. A nova prisão foi construída por G. Byfield entre 1807-1811, com uma estrutura octogonal inovadora, influenciada pelos projetos do reformador prisão John Howard; a entrada fortificada do castelo foi então destruída para dar lugar a um novo edifício da corte do condado.

## Atualmente
As únicas partes restantes do castelo medieval deixadas hoje é a alta mota de 10 metros, que repousa sobre o ponto mais alto da cidade, e alguns fragmentos das obras de terraplanagem circundantes. Está aberto ao público diariamente, sem taxa de admissão, e oferece vistas sobre os edifícios históricos da cidade. Tanto a mota e terraplanagem são monumentos antigos agendados. O local da muralha do castelo e da prisão do século XIX hoje são ocupados pela sede do Conselho de Condado de Cambridgeshire no Shire Hall, construído em 1932.
|  |  |